# 도부 우쓰노미야역
도부 우쓰노미야역(일본어: 東武宇都宮駅)은 일본 도치기현 우쓰노미야시에 있는 도부 철도 우쓰노미야 선의 역이다. 역 번호는 TN 40이다.

## 역사
도시 계획에 근거한 시가화가 교외로 진전하는 과정에 있던 1931년, 시내 니시하라(현, 아케보노)로 이전한 우쓰노미야 감옥(구로바네 형무소의 전신)의 철거지의 불하를 받고 개통하였다.

### 연표
- 1931년
  - 8월 11일: 영업 개시.
  - 8월 18일: 역 광장에서 우쓰노미야 선 개통식 거행.
- 1945년 7월 12일: 우쓰노미야 공습에 의하여 역사 전소[1].
- 1959년
  - 11월 10일: 역 건물 "우쓰노미야 도부 빌딩" 완성[2].
  - 11월 28일: 도부 우쓰노미야 역 대개량 공사 완공, 도부 우쓰노미야 백화점 개점[3]. 도부 우쓰노미야 ~ 미나미우쓰노미야 구간 영업 거리 0.1km 단축[4].
- 1960년 12월 31일: 화물 취급 폐지[5].
- 1973년 3월 1일: 우쓰노미야 도부 빌딩 신관 완성[6].
- 1985년 3월 20일: 도부 우쓰노미야 백화점 재건립과 동시에 역 구내를 남쪽으로 10m 이동하여 역 구내 확대.
- 1991년 8월 21일: 도부 철도 역에서 처음으로 발차 멜로디 도입[7].
- 1995년
  - 9월 28일: 우쓰노미야 도부 빌딩 서관 완성.
  - 10월 1일: 도부 우쓰노미야 백화점 신장 개장.
- 2007년
  - 3월 18일: IC카드 "PASMO"의 이용 개시.
  - 10월 15일: 원맨 운전에 대비하여 플랫폼 센서 설치.
  - 10월 31일: 원맨 운전에 따라 운전사 발차 안내 멜로디 도입.
- 2012년 3월 17일: TN 40의 역 번호 도입.

## 역 구조
두단식 승강장 1면 2선의 고가역이다. 측선이 1선으로, 이 선로가 결번된 옛 1번 선이며, 심야의 차량 유치에 사용된다. 자동 개찰기가 설치되어 있다. 개찰 서쪽으로 도부 톱 투어 우쓰노미야 지점이 있다. 출입구는 오리온 대로와 접한 동쪽 출입구와 버스 터미널과 직결되는 서쪽의 2곳, 도부 우쓰노미야 백화점 3층 남쪽의 역과 연결되는 입구가 있다. 서쪽 출입구에는 엘리베이터가 설치되어 있다. 동쪽 출입구 통로부에는 코인 락커가 설치되어 있다.
특급 "시모쓰케"는 2번 선에서 발차한다.

### 승강장
| 번호 | 노선          | 행선        |
| ---- | ------------- | ----------- |
| 2・3 | 우쓰노미야 선 | 도치기 방면 |

## 역 주변
본 역은 우쓰노미야의 중심 시가지 및 번화가에 위치한 도치기 현청 우쓰노미야 시청, 우쓰노미야 중앙 우체국 등은 시 중심부를 피한 곳에 설치된 JR 우쓰노미야역보다 본 역이 가깝다. 현내 최대의 번화가에서 전천후형 아케이드 상가의 "오리온대로"가 우쓰노미야 후타아라야마 신사 앞 반바 거리에서 도부 우쓰노미야 백화점(본 역 동쪽 출입구)까지 이어진다.
역 동쪽 출입구는 옛 우쓰노미야 성 오테몬부터 우쓰노미야 후타라야마 신사 및 하치만야마 남록 사이에 형성된 우쓰노미야의 중심 시가지의 서연에 위치하고 현내 최대의 번화가이다. 주변에는 상가와 음식점이 밀집하고 은행 지점, 호텔, 영화관 등도 입지한다.
본 역과 역 부근을 현지에서는 "도부"라고 부르기도 많지만 이 뜻은 같은 장소에 있는 "도부 우쓰노미야 백화점"의 의미가 강하게 포함되는 것이다. 도시의 규모에 비하면 작은 역이지만, 현지에서는 도부 우쓰노미야 백화점과 일체로 랜드 마크적으로 인식되고 있으며 근처에 있는 가게의 지점명은 "도부 점" 버스 정류장의 이름은 "도부 철도역"이나 "도부 니시구치", 교차점명은 "도부 니시구치" 등으로 알려져 있다.
- 도치기 현 청사
  - 도치기 현청 우체국
- 도치기 현 경찰 본부
- 도치기 현립 도서관
- 도치기 현 종합 문화 센터
- 도치기 회관
- 우쓰노미야 시청
- 우쓰노미야 성터 공원
  - 우쓰노미야 오모테산도 스퀘어
    - 우쓰노미야 시청 반바 출장소
    - 우쓰노미야 요정 뮤지엄
- 우쓰노미야시 중앙 평생 학습 센터
- 우쓰노미야 시 종합 복지 센터
- 도쿄 입국 관리국 우쓰노미야 출장소
- 도치기 사회 보험 사무국
- 우쓰노미야 지방 법무 합동청사
  - 우쓰노미야 지방 법무국
  - 우쓰노미야 지방 검찰청
- 우쓰노미야 지방 재판소
- 우쓰노미야 가정 재판소
- 우쓰노미야 중앙 우체국
  - 유초 은행 우쓰노미야점
- 도부 우쓰노미야 역전 우체국
- 우쓰노미야 센슈초 우체국
- 우쓰노미야 오바타 우체국
- 우쓰노미야 니시이치 우체국
- 우쓰노미야 이치조 우체국
- NHK 우쓰노미야 방송국

## 사진

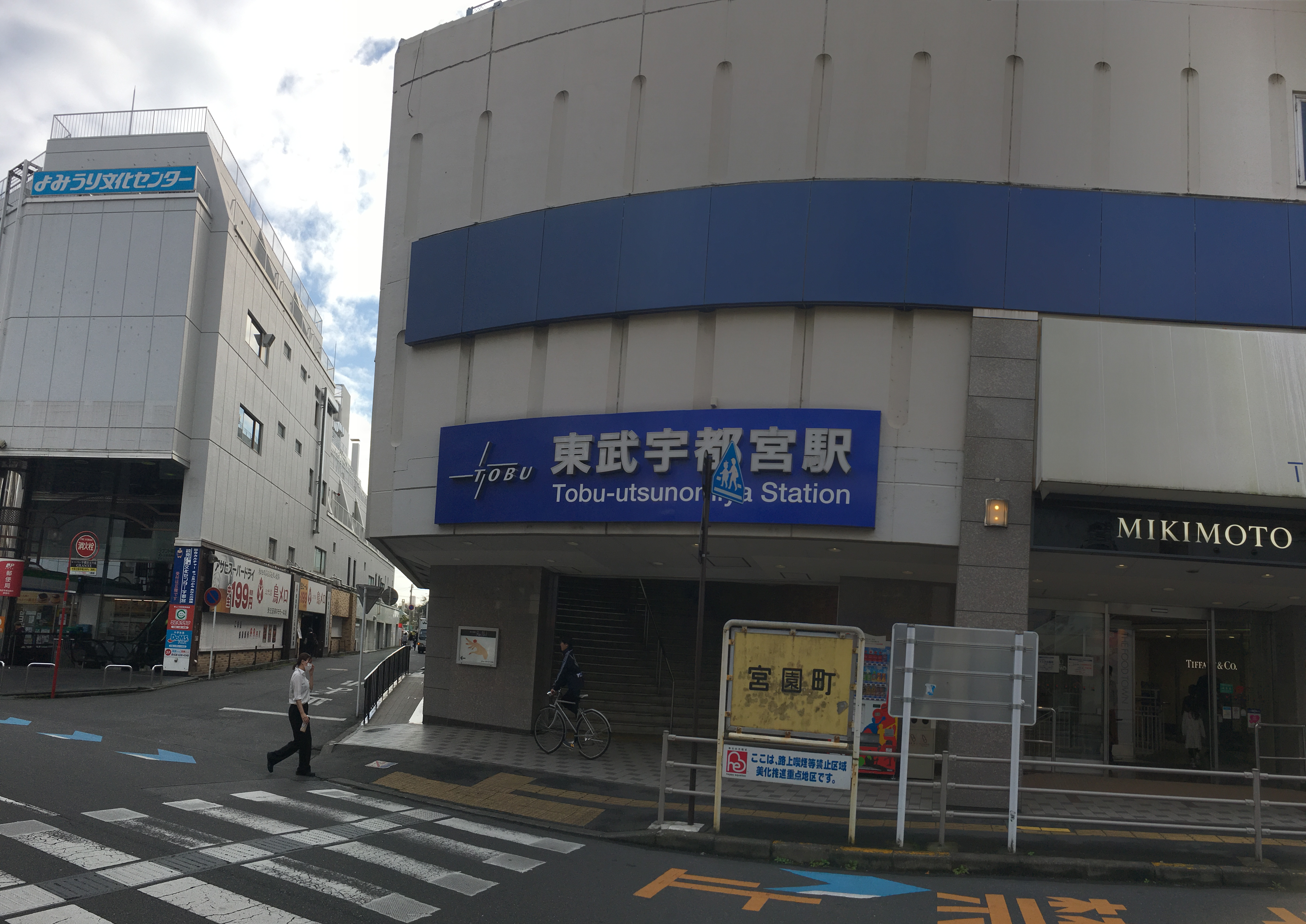
동쪽 출입구(2020년 11월 3일)
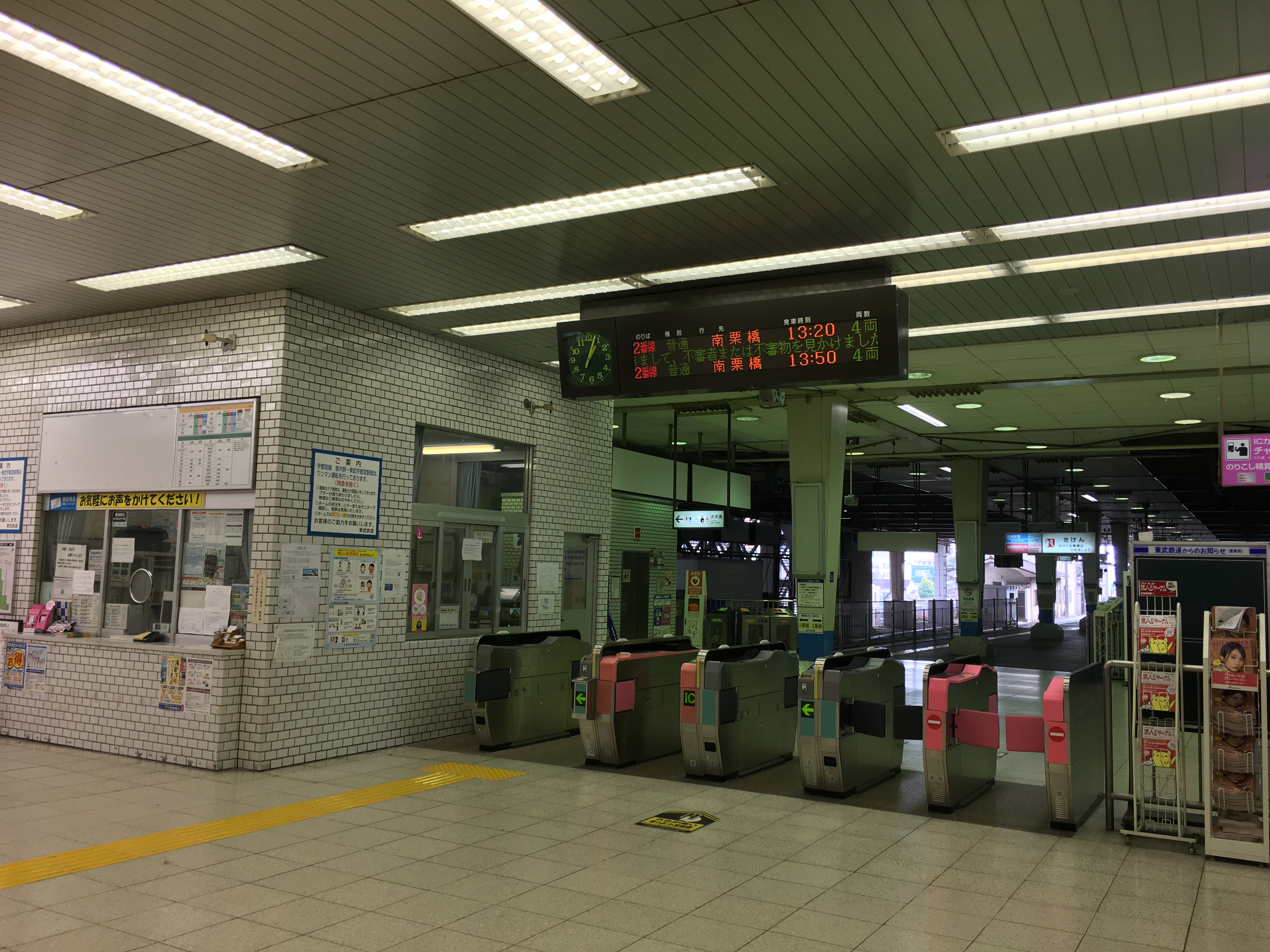
개찰(2020년 11월 3일)

## 인접역
| 도부 철도 우쓰노미야 선            | 도부 철도 우쓰노미야 선         | 도부 철도 우쓰노미야 선 |
| ---------------------------------- | ------------------------------- | ----------------------- |
| TN 39 미나미우쓰노미야 도치기 방면 | ■ 특급 "시모쓰케" 발착역 ■ 보통 | 시·종착역               |